# Kvarndammen (Hallingebergs socken, Småland)
Kvarndammen är en sjö i Västerviks kommun i Småland och ingår i Botorpsströmmens huvudavrinningsområde. Sjöns area är 0,03 kvadratkilometer och den är belägen 77,6 meter över havet.